# 金喆浩
金 喆浩（キム・チョルホ、김 철호、1905年1月13日 - 1973年11月22日）は、韓国の実業家。起亜自動車を創業した企業家である。号は鶴山。

## 経歴
日本統治下の朝鮮慶尚北道漆谷郡に生まれる。単身、日本に渡って大阪の鉄工所で働き、技術を習得。自転車部品製造工場「三和製作所」を設立。満州事変の戦時特需で業績を上げ、1944年にソウルで「京城精工」を創業し、自転車の修理や組み立てを行った。1952年に「起亜産業株式会社」に社名を変更し、韓国初の国産自転車を生産した。1962年からは二輪オートバイ、1963年からは軽三輪貨物車の生産に乗り出し、1974年には自動車産業に進出、現代自動車と並び、韓国を代表する自動車メーカーに成長させた。